# Altitude
Altitude és una pel·lícula estatunidenca de 2017 dirigida per Alex Merkin. S'ha doblat i subtitulat al català.

## Sinopsi
En un avió segrestat en un intent de robar diamants, el propietari dels minerals ofereix a un agent de l'FBI un tracte per ajudar-lo a recuperar el control i escapar.

## Repartiment
- Denise Richards: Gretchen Blair[5]
- Dolph Lundgren: Matthew Sharpe
- Greer Grammer: Sadie
- Jonathan Lipnicki: Rick
- Chuck Liddell: Rawbones
- Chelsea Edmundson: Clare